# البحث عن سيد مرزوق (فلم)
البحث عن سيد مرزوق فيلم مصري إنتاج عام 1990 بطولة نور الشريف وآثار الحكيم ولوسي وعلي حسنين وشوقي شامخ وإخراج داود عبد السيد.

## القصة
يوسف موظف بريء وساذج، يخرج في يوم إجازته ليلتقي بشخصيات غريبة منها صعلوك يرتدي ملابس شارلي شابلن، سيد مرزوق ملياردير غريب الأطوار متعدد الوجوه، شخصية مليئة بالتناقضات والغموض، يعشق الليل وجلسات المزاج ومن خلال البحث عن ذات سيد مرزوق يجد نفسه متهمًا بالقتل.

## روابط خارجية
- مقالات تستعمل روابط فنية بلا صلة مع ويكي بيانات